# Jerzy Weil

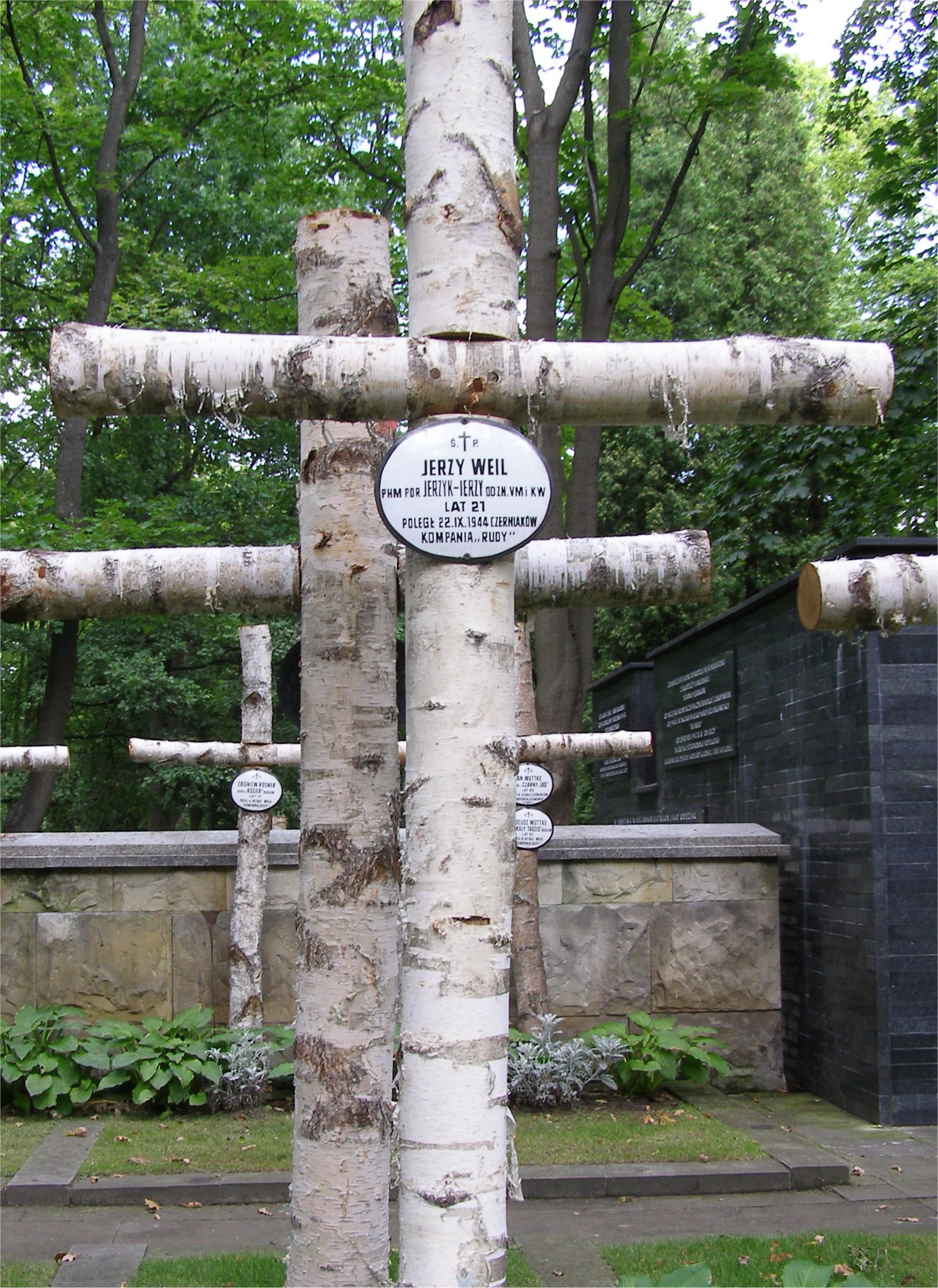
Na Powązkach Wojskowych

Jerzy Weil ps. „Jerzyk”, „Jerzy” (ur. 5 marca 1923, zm. 22 września 1944 w Warszawie) – podharcmistrz, porucznik, w powstaniu warszawskim dowódca I plutonu „Sad” 2. kompanii „Rudy” batalionu „Zośka” Armii Krajowej.

## Życiorys
W powstaniu walczył wraz ze swoim oddziałem na Woli, Starym Mieście i Czerniakowie.
12 września ranny podczas walk. Poległ na Górnym Czerniakowie w rejonie ul. Wilanowskiej 1, dnia 22 września. Miał 21 lat.
Odznaczony Krzyżem Walecznych i Orderem Virtuti Militari rozkazem Dowódcy AK nr 507 z 14 VIII 1944. Uzasadnienie nadania mu krzyża VM brzmiało: „odznaczył się w walkach na terenie Grupy «Północ»”. Pochowany w kwaterach żołnierzy i sanitariuszek batalionu „Zośka” na Wojskowych Powązkach w Warszawie (kwatera A20-4-24).